# Alessandro Portelli
Alessandro Portelli (Roma, 8 luglio 1942) è un critico musicale e storico italiano.
È stato professore ordinario di letteratura angloamericana all'Università degli Studi di Roma "La Sapienza".
È uno dei principali teorici della storia orale; ha pubblicato testi tradotti in varie lingue (il più importante è The Death of Luigi Trastulli and other stories) e ha pubblicato un saggio di storia orale sull'eccidio delle Fosse Ardeatine che ha ottenuto il premio Viareggio nel 1999.
Ha raccolto poesie e canzoni popolari statunitensi e diversi saggi sulla letteratura afroamericana. Ha collaborato con l'Istituto Ernesto de Martino, per il quale ha effettuato ricerche sulla musica popolare, curando diverse registrazioni per I Dischi del Sole.

## Biografia
Mentre è ancora studente universitario, inizia a scrivere testi per canzoni, ed alcuni di essi, proposti allo staff della casa discografica Parade, vengono musicati ed incisi; da ricordare in particolare la collaborazione con Edoardo Bennato per i testi di Era solo un sogno e Le ombre (incisi dal cantautore partenopeo nel 1966), e quella con i Calipop per Credevo e Al momento dell'addio (su musiche di Gianni Dell'Orso). In realtà i due brani de I Calipop sono stati scritti e musicati da Giorgio Cascio, chitarrista del gruppo, all'epoca non ancora iscritto alla Siae.
Contemporaneamente inizia a collaborare con Giovanna Marini e con l'Istituto Ernesto de Martino; scrive inoltre su riviste musicali, recensendo in particolare i dischi della nuova canzone di protesta americana (da Bob Dylan a Joan Baez e Phil Ochs), contribuendo in maniera determinante alla loro conoscenza e diffusione in Italia. Dopo la laurea, nel 1969 si trasferisce per un anno negli Stati Uniti; al ritorno inizia la collaborazione con il Nuovo Canzoniere Italiano, e diventa anche docente di letteratura anglo-americana all'Università di Siena.
Continua però il lavoro nel mondo musicale: dal punto di vista della produzione, scopre il Canzoniere del Lazio, mentre nel 1972 fonda insieme a Giovanna Marini il Circolo Gianni Bosio, con l'obiettivo di promuovere anche in Italia il recupero della musica popolare. In questo periodo è tra i fondatori e redattori della rivista "I Giorni Cantati", legata all'attività del Circolo stesso.
Proprio con questi obiettivi collabora con le etichette I Dischi dello Zodiaco e Albatros: per quest'ultima segue la pubblicazione italiana degli album di Woody Guthrie e di Pete Seeger, traducendone anche i testi in italiano, mentre per I dischi dello zodiaco si occupa in particolare dell'antologia di dischi Italia. Le stagioni degli anni '70, che riordinano moltissimi materiali originali sulla cultura di protesta e i repertori della tradizione popolare. Come giornalista musicale collabora alla rivista Muzak, lavorando insieme a Riccardo Bertoncelli; inoltre conduce molti programmi radiofonici in Rai, occupandosi di musica folk americana, e scrive alcuni volumi tuttora fondamentali in questo campo (come gli studi su Woody Guthrie e quelli su Joe Hill).
Negli anni Ottanta inizia ad insegnare all'Università degli Studi di Roma "La Sapienza"; dirada poi il suo impegno nel campo musicale, dedicandosi alla politica attiva e, in seguito, al teatro: ha infatti collaborato anche alla scrittura di spettacoli teatrali (negli ultimi anni in maniera particolare con Ascanio Celestini). Tra il 2006 e il 2007 è stato Consigliere comunale di Roma per il Partito della Rifondazione Comunista e, sino al 2008, delegato del Sindaco Walter Veltroni per la "memoria storica"; in tale veste ha contribuito ad implementare particolarmente le attività della Casa della memoria e della storia, inaugurata il 24 marzo 2006.

## Opere
- Veleno di piombo sul muro: le canzoni del Black power, Bari, Laterza, 1969.
- Conrad: l'imperialismo imperfetto, con Renato Olivieri, Collana La ricerca critica Letteratura, Torino, Einaudi, 1973, ISBN 978-88-063-5998-0.
- La canzone popolare in America: la rivoluzione musicale di Woody Guthrie, Bari, Edizioni Dedalo, 1975, ISBN 88-7673-060-5.
- Canzoni e poesie proletarie americane / Woody Guthrie, Joe Hill e altri, Roma, Savelli, 1977.
- Biografia di una città. Storia e racconto: Terni, 1830-1985, Collana Microstorie, Torino, Edizioni Einaudi, 1985, ISBN 978-88-065-8966-0.
- Woody Guthrie e la cultura popolare americana, Collana I giorni contati, Sapere 2000, 1990, ISBN 978-88-767-3060-3.
- Taccuini americani, Collana Discount, Roma, Manifesto Libri, 1991, 2000, ISBN 978-88-728-5231-6.
- The Death of Luigi Trastulli, and Other Stories, 1991
  - L'uccisione di Luigi Trastulli. Terni 17 marzo 1949. La memoria e l'evento, Provincia di Terni, 1999; Collana Ritorni, Foligno, Il Formichiere, 2021, ISBN 978-88-312-4851-8. [tradotto anche in spagnolo]
- Il testo e la voce. Oralità, letteratura e democrazia in America, Manifesto Libri, 1992, 2011.
- La linea del colore. Saggi sulla cultura afroamericana, Collana Indagini, Roma, Manifesto Libri, 1994, ISBN 978-88-728-5055-8.
- L'aeroplano e le stelle. Storia orale di una realtà studentesca prima e dopo la Pantera, Roma, Manifestolibri, 1995, ISBN 978-88-728-5062-6.
- L'ordine è già stato eseguito. Roma, le Fosse Ardeatine, la memoria, Roma, Donzelli, 1999; Postfazione dell'Autore, Donzelli, 2001; Nuova ed. accresciuta, Donzelli, 2005, ISBN 978-88-7989-457-9; Collana UEF. Storia, Milano, Feltrinelli, 2012, ISBN 978-88-0772-342-1; Collana Saggi, Nuova Postfazione dell'Autore, Donzelli, 2019, ISBN 978-88-684-3985-9. [Premio Viareggio]
- America, dopo. Immaginario e immaginazione, Collana Interventi, Roma, Donzelli, 2002, ISBN 978-88-798-9679-5; II ed., 2003, ISBN 978-88-798-9794-5.
- Canoni americani. Oralità, letteratura, cinema, musica, Collana Saggi, Roma, Donzelli, 2004, ISBN 978-88-798-9846-1.
- Canzone politica e cultura popolare in America. Il mito di Woody Guthrie, Collana I giradischi, DeriveApprodi, IV ed., 2004, ISBN 978-88-887-3828-4.
- La lapide e il cippo di piazza Ugo Bassi, con Luigi Berardinelli e Nello Stacchiotti, a cura di I. Matteucci, Il Lavoro Editoriale, 2007, ISBN 978-88-766-3412-3.
- Alessandro Portelli et al., Città di parole. Storia orale di una periferia romana, Roma, Donzelli, 2007, ISBN 978-88-6036-109-7.
- Storie orali. Racconto, immaginazione, dialogo, Collana Saggi, Roma, Donzelli, 2007; II ed., 2017, ISBN 978-88-684-3702-2.
- Biografia di una città. Terni, storia e racconto, Roma, Donzelli, 2007, ISBN 978-88-603-6113-4.
- Acciai speciali. Terni, la ThyssenKrupp, la globalizzazione, Collana Saggi, Roma, Donzelli, 2008, ISBN 978-88-6036-261-2.
- Valentino Paparelli, Alessandro Portelli: La Valnerina Ternana. Un'esperienza di ricerca-intervento, Squi[libri], 2011, ISBN 978-88-89009-40-6.
- America Profonda. Due secoli raccontati da Harlan County, Kentucky, Collana Saggi, Roma, Donzelli, 2011, ISBN 978-88-6036-548-4.
- Note americane. Musica e culture negli Stati Uniti, Shake, 2011, ISBN 978-88-971-0909-9.
- Mira la rondondella. Musica, storie e storia dei Castelli Romani, Squi[libri], 2012, ISBN 978-88-89009-43-7.
- Desiderio di altri mondi. Memoria in forma di articoli, Collana Virgola, Roma, Donzelli, 2012, ISBN 978-88-6036-823-2.
- Memorie urbane. Musiche migranti in Italia, Collana Lectures on memory, Rimini, Guaraldi, 2014, ISBN 978-88-8049-969-5.
- Badlands. Springsteen e l'America: il lavoro e i sogni, Roma, Donzelli 2015. ISBN 978-88-6843-238-6; Nuova ed., Collana Virgola, Donzelli, 2020, ISBN 978-88-552-2027-9.
- La città dell'acciaio. Due secoli di storia operaia, Collana Saggi, Roma, Donzelli, 2017, ISBN 978-88-6843-602-5.
- Bob Dylan. Pioggia e veleno. «Hard Rain», una ballata fra tradizione e modernità, Collana Saggine, Roma, Donzelli, 2018, ISBN 978-88-6843-775-6.
- Fonti orali e Olocausto:alcune riflessioni di metodo, in Storia della Shoah. Eredità e rappresentazioni della Shoah, Vol. VIII, in Corriere della sera inchieste, Milano, UTET-Corsera, 2019,  pp. 101-128, ISSN 2038-0852 (WC · ACNP).
- Due storie di lotta, Roma, Castelvecchi, 2020, ISBN 978-88-328-2997-6.
- Il ginocchio sul collo. L'America, il razzismo, la violenza tra presente, storia e immaginari, Collana Saggine, Roma, Donzelli, 2020, ISBN 978-88-552-2137-5.
- We shall not be moved. Voci e musiche dagli Stati Uniti (1969-2018). Con 4 CD-Audio, Collana I giorni cantati, Squilibri, 2020, ISBN 978-88-855-7125-9.
- La Principessa Cincillà e altre fiabe di famiglia, Collana I morbidi di fiabe e storie, Roma, Donzelli, 2022, ISBN 978-88-552-2365-2.
- Dal rosso al nero. La svolta a destra di una città operaia. Terni, laboratorio d'Italia, Collana Saggi, Roma, Donzelli, 2023, ISBN 978-88-552-2534-2.
- Lutz Klinkhammer-A. Portelli, La fiera delle falsità. Via Rasella, le Fosse Ardeatine, la distorsione della memoria, Collana Saggine n.391, Roma, Donzelli, 2024, ISBN 978-88-552-2575-5.

### Curatele
- Calendario civile. Per una memoria laica, popolare e democratica degli italiani, Collana Saggine, Roma, Donzelli, 2017, ISBN 978-88-684-3577-6.
- Toni Morrison, Romanzi, Collezione I Meridiani, Milano, Mondadori, 2018, ISBN 978-88-046-8468-8.
- Acque d'America, fotografie di Daria Addabbo, testi di A. Portelli, Collana Illustrati. Arte mondo, Milano, Jaca Book, 2021, ISBN 978-88-166-0659-3.